# Haminoea petersi
Haminoea petersi is een slakkensoort uit de familie van de Haminoeidae. De wetenschappelijke naam van de soort is voor het eerst geldig gepubliceerd in 1879 door Martens.